# ألكسندر جودنوف
ألكسندر جودنوف (بالروسية:Александр Борисович Годунов) ، (بالإنجليزية:Alexander Borisovich Godunov) ، ممثل أمريكي سينمائي من أصل روسي ومحترف في رقصة الباليه، ولد في مقاطعة سخالين بتاريخ 28 نوفمبر 1949م، وانتقل إلى الولايات المتحدة لغرض العمل، فبدأ ممثلا في عالم السينما عام 1971م، واستمر فيها كممثل أمريكي حتى وفاته بتاريخ 18 مايو 1995م .

## أعماله
| السنة             | اسم الفيلم               | مثل بدور                     |
| ----------------- | ------------------------ | ---------------------------- |
| 1978 في الأفلام ‏  | 31 iyunya                | Lemisson, the Royal Musician |
| 1985 في الأفلام ‏  | Witness                  | Daniel Hochleitner           |
| 1986 [الإنجليزية] | حفرة المال               | Max Beissart, the Maestro    |
| 1988 في الأفلام ‏  | موت قاسي                 | Karl                         |
| 1990 في الأفلام ‏  | The Runestone            | Sigvaldson, The Clockmaker   |
| 1992 [الإنجليزية] | Waxwork II: Lost in Time | Scarabis                     |
| 1994 في الأفلام ‏  | شمال (توضيح)             | Amish Dad                    |
| 1995 [الإنجليزية] | The Zone                 | Lothar Krasna                |

## وصلات خارجية
- ألكسندر جودنوف على موقع IMDb (الإنجليزية)
- ألكسندر جودنوف على موقع روتن توميتوز (الإنجليزية)
- ألكسندر جودنوف على موقع مونزينجر (الألمانية)
- ألكسندر جودنوف على موقع ألو سيني (الفرنسية)
- ألكسندر جودنوف على موقع أول موفي (الإنجليزية)
- ألكسندر جودنوف على موقع قاعدة بيانات الأفلام السويدية (السويدية)
- ألكسندر جودنوف على موقع إن إن دي بي (الإنجليزية)
- ألكسندر جودنوف على موقع قاعدة بيانات الفيلم (الإنجليزية)
- ألكسندر جودنوف على موقع كينوبويسك (الروسية)